# Love is the Knife
«Love is the Knife» (en español: «el amor es un cuchillo») es una canción de la cantante galesa Bonnie Tyler, de su decimosexto álbum de estudio Rocks and Honey (2013). Fue escrita por compositores en Nashville JD Leonard y Jim Sells, y lanzada por Labrador Music en Escandinavia, Australia y Nueva Zelanda el 16 de septiembre de 2013. El sencillo no obtuvo éxito. Las letras de la canción representan a una mujer que describe su angustia después de una ruptura amorosa.

## Lanzamiento
La canción no recibió ninguna promoción antes de su lanzamiento el 16 de septiembre de 2013. Tyler solo interpretó la canción una vez al hacer una aparición en la televisión danesa.
| País                                                            | Fecha                    | Formato          |
| --------------------------------------------------------------- | ------------------------ | ---------------- |
| Australia, Dinamarca, Finlandia, Nueva Zelanda, Noruega, Suecia | 16 de septiembre de 2013 | Descarga digital |

## Composición
«Love is the Knife» fue escrita por JD Leonard y Jim Sells.

## Respuesta de la crítica
La canción recibió una crítica positiva de So So Gay, en su opinión el álbum completo, Rocks and Honey y la canción «Love is the Knife» son un «himno», con un ritmo potente, voces fuertes y composición madura, y concluyó con que «este tipo de canción es la que marca a Bonnie Tyler». Music OMH describió la canción como «un desorden».